# تاريخ أطول المباني في العالم

يعد برج خليفة الذي يبلغ ارتفاعه 828 مترًا (2,717 قدمًا) في دبي أطول مبنى منذ عام 2008.

أطول مبنى في العالم في عام 2021 هو برج خليفة. لكن المباني الطويلة ليست حديثة فبعضها يعود إلى مئات السنين وحتى آلاف السنين، مثل كاتدرائية روان و‌مبنى إمباير ستيت وحتى الهرم الأكبر و‌منارة الإسكندرية.
تم اختراع مفهوم ناطحة السحاب في شيكاغو عام 1884 عندما تم بناء مبنى بيت التأمين باستخدام إطار فولاذي مع جدران ستارية بدلاً من الجدران الحاملة. واستمرت الولايات المتحدة في المائة عام التالية كحاضنة لأعلى مباني العالم، بمجموع في مدينة نيويورك يصل إلى 86 عامًا، وفي شيكاغو 30 عامًا. بعد أكثر من قرن بقليل (1885-1998)، انتقل هذا التميز إلى نصف الكرة الشرقي. كانت ماليزيا الدولة الأولى التي حطمت الرقم القياسي للولايات المتحدة في بناء أطول المباني في العالم عندما تم الانتهاء من برجي بتروناس التوأم في عام 1998.
وأصبحت تايوان الثانية بعد ماليزيا عندما قامت بتشييد مبنى تايبيه 101 ليصبح الأعلى في العالم ابتداء من عام 2004.
قبل عصر ناطحات السحاب الحديثة، العديد من الكنائس والكاتدرائيات المسيحية التي بنيت بشكل أساسي في إنجلترا والأراضي الجرمانية بين عامي 1250-1894، هي أطول المباني في العالم.
قبل القرن الثالث عشر، لم يكن من الممكن تحديد أطول مبنى في العالم بشكل قاطع. على سبيل المثال، قدرت منارة الإسكندرية (التي اكتملت حوالي 280 قبل الميلاد) بنحو 110 متر (360 قدم)، لكن ارتفاعها الحقيقي غير معروف. لآلاف السنين، كان الهرم الأكبر في مصر أطول مبنى في العالم بإرتفاع يصل إلى 148 متراً، لكن الهرم الأكبر لا يعتبر مبنى لأنه غير صالح للسكن. وبالمثل، كان برج إيفل أطول مبنى في العالم منذ عام 1889، عندما تم بناؤه، حتى عام 1930، عندما تم بناء مبنى كرايسلر.

## أطول المباني (ما قبل القرن السابع)
كنيسة بانثيون في روما، انتهى تشييدها في أوائل القرن الثاني الميلادي، ويبلغ ارتفاعها من الأرض إلى الأعلى 43.45م (143 قدمًا) وهو ما يتوافق تمامًا مع قطر مساحتها الداخلية. آيا صوفيا، التي بنيت في 537م في القسطنطينية، يصل ارتفاعها إلى 55 م (180 قدمًا).

## أطول المباني (القرن السابع إلى الثاني عشر)

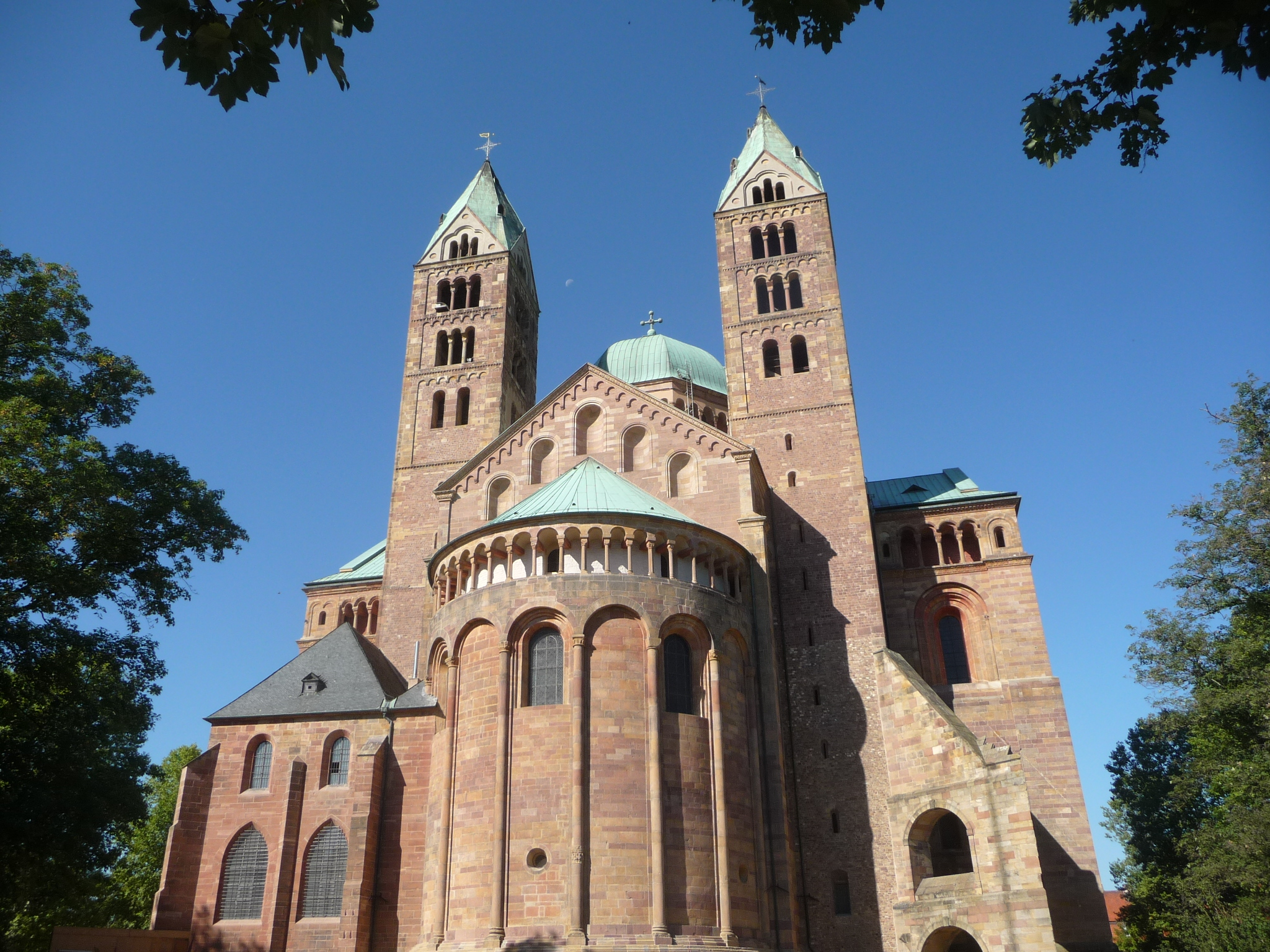
برجا كاتدرائية شباير يبلغ ارتفاعهما 71.3 متراً

تم الانتهاء من معبد بريهادسفارا في ثنجفور، في الهند بحلول عام 1010. وهو عبارة عن برج مكون من 16 طابقًا يبلغ ارتفاعه 66 مترًا (217 قدمًا). ولا يزال قائما حتى يومنا هذا.
تصل الأبراج الشرقية لكاتدرائية شباير، التي اكتملت عام 1106 ، إلى ارتفاع 71.3 م.
جامع الكتبية في مراكش، المغرب. يبلغ طول المئذنة 77 متر (253 قدم)، ويشمل ذلك الأبراج. تم الانتهاء منه في عهد الخليفة البربري الموحدي يعقوب المنصور (1184 إلى 1199).

## أطول المباني (القرن الثالث عشر- 1908)

### الكنائس والكاتدرائيات

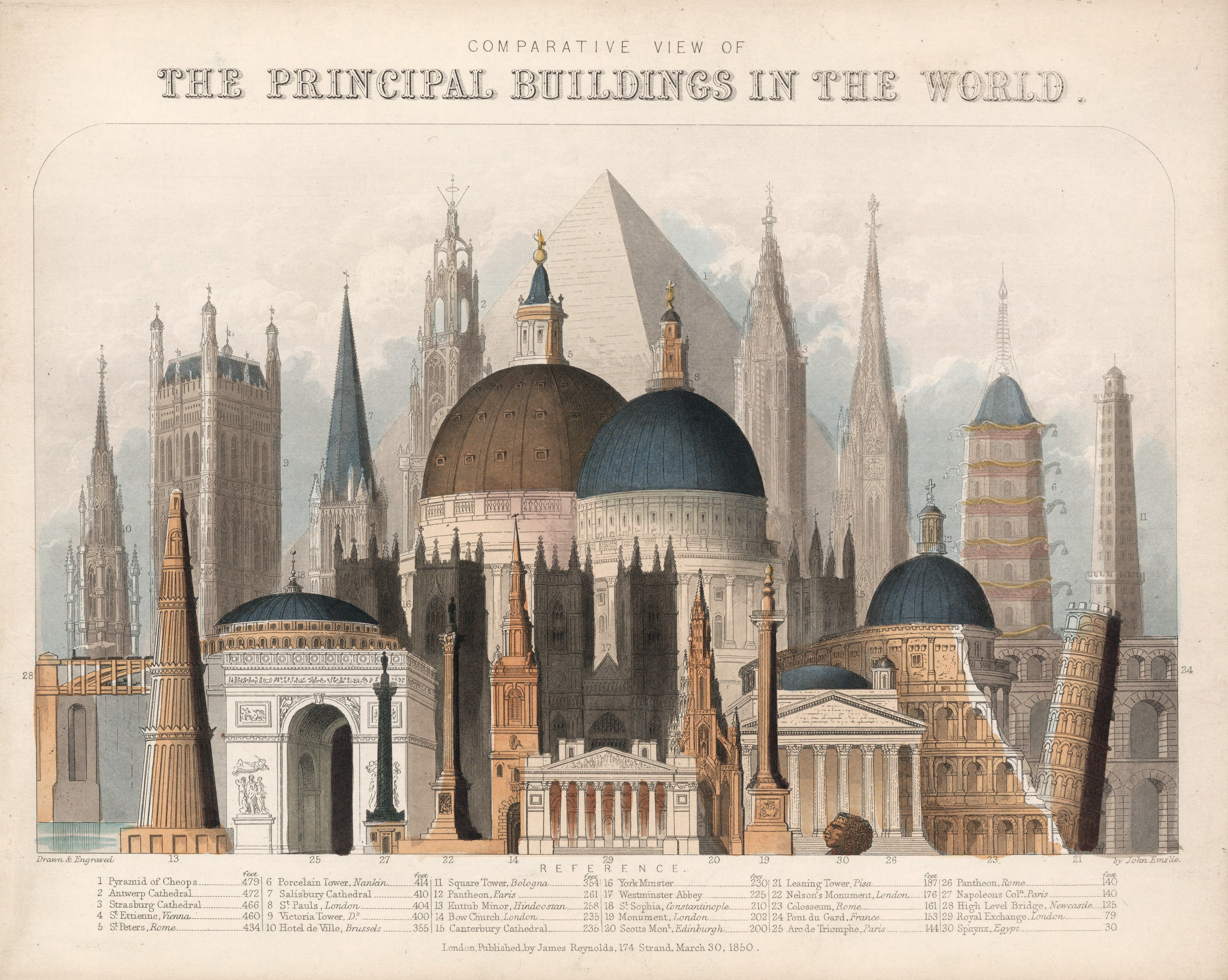
مخطط لأطول المباني منذ عام 1850

من القرن الثالث عشر حتى عام 1894، كان أعلى مبنى في العالم دائمًا كنيسة أو كاتدرائية أو مسجد. تم الانتهاء من كاتدرائية سانت بول القديمة مع برجها في القرن الثالث عشر. تجاوز البرج المركزي لكاتدرائية لينكولن كنيسة أولد سانت بول في الطول في أوائل القرن الرابع عشر. انهار البرج في كاتدرائية لينكولن في عام 1549، ومنذ ذلك الوقت ولفترة طويلة كانت أطول المباني في العالم هي مباني قصيرة تم تطويرها لتصبح أطول.
أصبحت كنيسة سانت ماري في شترالزوند أطول مبنى في العالم بعد انهيار برج كاتدرائية لينكولن.
بلغ ارتفاع البرج المركزي لكاتدرائية سانت بيير 153 متر (502 قدم) وقد كان أطول مبنى في العالم من عام 1569 حتى انهار في عام 1573، مما يجعل سانت ماري أطول مرة أخرى. في عام 1647، احترق برج جرس سانت ماري، مما جعل كاتدرائية ستراسبورغ الأقصر أطول مبنى في العالم.
استمرت أطول مباني العالم في كونها مباني قصيرة تطورت إلى مباني أعلى إلى ان انتهى تشييد أولم مينستر في عام 1890 وأصبح أطول مبنى في العالم وأطول مبنى تم بناؤه على الإطلاق، متجاوزًا التكوين الأصلي لكاتدرائية لينكولن.
| أطول سنة        | اسم                          | موقعك     | ارتفاع                 | زيادة | ملاحظات                                   |
| --------------- | ---------------------------- | --------- | ---------------------- | ----- | ----------------------------------------- |
| القرن 13 - 1300 | كاتدرائية سانت بول القديمة * | لندن      | 149 متر (489 قدم)      | 0٪    | دمر في حريق لندن الكبير عام 1666          |
| 1300–1549       | كاتدرائية لينكولن            | لينكولن   | 159.7 متر (524 قدم)    | 7.2٪  | أطول مبنى حتى عام 1890. انهار سباير 1549. |
| 1549-1569       | كنيسة ماري                   | شترالزوند | 151 متر (495 قدم)      | −5.4٪ |                                           |
| 1569–1573       | كاتدرائية سانت بيير          | بوفيه     | 153 متر (502 قدم)      | 1.3٪  | انهار البرج 1573                          |
| 1573–1647       | كنيسة ماري                   | شترالسوند | 151 متر (495 قدم)      | −1.3٪ | حرق برج الجرس في عام 1647                 |
| 1647-1874       | كاتدرائية ستراسبورغ          | ستراسبورغ | 142 متر (466 قدم)      | −6٪   | ليس بطول الهرم الأكبر بالجيزة             |
| 1874-1876       | كنيسة القديس نيقولا          | هامبورغ   | 147 متر (482 قدم)      | 3.5٪  |                                           |
| 1876-1880       | كاتدرائية روان               | روان      | 151 متر (495 قدم)      | 2.7٪  |                                           |
| 1880-1890       | كاتدرائية كولونيا            | كولونيا   | 157.38 متر (516.3 قدم) | 4.2٪  | أطول نصب واشنطن التذكاري من عام 1884      |
| 1890-1894       | أولم مينستر *                | أولم      | 161.53 متر (530.0 قدم) | 2.6٪  | أطول بناء برج إيفل من عام 1889            |

### ناطحات سحاب
المباني غير الدينية التي كانت أطول ناطحات سحاب في العالم، كانت:
| أطول سنة  | اسم                    | موقعك   | ارتفاع            | زيادة  |
| --------- | ---------------------- | ------- | ----------------- | ------ |
| 1797-1885 | مطحنة الكتان ديثرنغتون | شروزبري | 16 م (52 قدم)     | 0٪     |
| 1885-1889 | مبنى بيت التأمين       | شيكاغو  | 42 م (138 قدم)    | 162.5٪ |
| 1889-1908 | مول أنطونيليانا        | تورينو  | 167.5 م (550 قدم) | 300٪   |